# Ачилов, Нурулла
Нурулла Ачилов — советский хозяйственный, государственный и политический деятель.

## Биография
Родился в 1936 году в селе Октябрьск. Член КПСС.
Образование высшее (окончил Туркменский сельскохозяйственный институт им. М. И. Калинина)
С 1959 года — на хозяйственной, общественной и политической работе.
До 1960 гг. — мастер цеха Октябрьской ремонтно-технической станции Чарджоуского района.
- В 1960—1977 гг. — заместитель председателя, председатель колхоза им. Халтурина Чарджоуского района.[1]
- В 1977—1980 гг. — первый секретарь Чарджоуского райкома партии.[1]
- В 1980—1985 гг. — секретарь Чарджоуского обкома Компартии Туркменистана.[1]
- В 1985—1990 гг. — председатель Чарджоуского облисполкома.[1]

C 1990 гг. — парламентарий в Туркмении.
Избирался депутатом Верховного Совета Туркменской ССР 7-11-го созывов, народным депутатом Туркмении.
Жил в Туркмении.